# Like I Would
Singles de Zayn Malik
Pillowtalk Wrong
Like I Would (ou LIKE I WOULD) est une chanson du chanteur anglais Zayn Malik sortie le 10 mai 2016, sur son premier album en solo Mind of Mine. La chanson est le deuxième single de l'album. 

## Composition et paroles
Like I Would est écrite par Zayn Malik, Chase Wells, James Griffin, Kevin Rains, James Emerson et Salvador Waviest et produite par XYZ La chanson est écrite en La dièse mineur avec un tempo de 112 bpm. C'est une chanson Dance et electro-RnB,. La chanson décrit le chanteur qui promet être le plus apte à satisfaire son amante qu'un concurrent.

## Sortie et réception
Like I Would est sorti pour la première fois en version digital le 10 mars 2016 en tant que second single de l'album Mind of Mine. Un EP comprenant sept remixes est sorti le 27 mai 2016. 

## Clip
Le clip est mis en ligne sur Youtube et Vevo le 10 mai 2016. Le clip est tourné par Director X dans un studio à Los Angeles. L'apparence de Zayn dans le clip ainsi que les rayons de lumières et les lasers sont inspirés du film de science-fiction Tron,. Director X, qui a réalisé le clip Yeah! du chanteur Usher, a eu envie de refaire un clip avec des lasers depuis longtemps mais assez différemment de Yeah!. Il cite Tron comme inspiration. La vidéo inclut un cyclone, une grande plateforme de lasers créés par les stylistes de Zayn. Le clip met aussi en vedette un groupe de danseurs. 
Zayn apparaît dans le clip vêtu d'un costume néon avec une lentille de contact de couleur orange sur son œil droit, inspiré du personnage Ghost Rider dans les Marvel Comics. La lentille de contact orange est une idée de Zayn, selon Director X. Zayn fait une apparence au Met Gala avec le thème Manus x Machina : La Mode à l'ère de la technologie, en portant sur son costume, un bras métallique. 

## Crédits
Crédits adapté du livret de l'album Mind of Mine, RCA Records. 
- Zayn Malik - chant, écriture.
- Chase Wells - écriture, production, claviers, programmation, guitare.
- James Griffin - écriture, production, claviers, programmation.
- Kevin Rains - écriture, production, claviers, programmation.
- James Emerson  - écriture, production, claviers, programmation, guitare.
- Salvador Waviest - écriture, production, claviers, programmation, guitare, enregistrement.
- Couros Sheibani - claviers, programmation.
- Serban Ghenea - mixage.
- Henrique Andrade - enregistrement.
- Alex Lane - assistant d'enregistrement.
- John Hanes - ingénieur du son.

### Enregistrement
- Enregistré à Record Plant, Los Angeles ; Grove Studios, Los Angeles.
- Mixé à MixStar Studios, Virginia Beach.

## Classements
| Classement 2016                                                                    | Position |
| ---------------------------------------------------------------------------------- | -------- |
| Allemagne (GfK Entertainement)                                                     | 79       |
| Australie (ARIA)                                                                   | 31       |
| Autriche (Ö3 Austria Top 40)                                                       | 47       |
| Belgique (Ultratop 50 singles - Flandre) Belgique (Ultratop 50 singles - Wallonie) | 44 17    |
| Canada (Canadian Hot 100) Canada (Billboard)                                       | 23 35    |
| Corée du Sud (Gaon)                                                                | 55       |
| États-Unis (Billboard Hot 100) États-Unis (Hot Dance Club Songs)                   | 55 1     |
| France (SNEP)                                                                      | 117      |
| Irlande (IRMA)                                                                     | 32       |
| Italie (FIMI)                                                                      | 57       |
| Japon (Japan Hot 100) Japon Hot Overseas                                           | 87 8     |
| Nouvelle-Zélande (RMNZ)                                                            | 38       |
| Pays-Bas (Single top 100)                                                          | 44       |
| République Tchèque (Single Digital Top 100)                                        | 25       |
| Royaume-Uni (UK Singles Chart)                                                     | 45       |
| Slovaquie (Single Digital Top 100)                                                 | 23       |
| Suède (Sverigetopplistan)                                                          | 39       |
| Suisse (Schweizer Hitparade)                                                       | 48       |